# قرار مجلس الأمن التابع للأمم المتحدة رقم 2140
قرار مجلس الأمن التابع للأمم المتحدة رقم 2140، المتخذ بالإجماع في 26 فبراير 2014

## نص القرار
إن مجلس الأمن
إذ يشير إلى قراريه 2014 (2011) و2051 (2012) وإلى البيان الرئاسي المؤرخ 15 شباط/فبراير 2013،
وإذ يعيد تأكيد التزامه الشديد بوحدة اليمن وسيادته واستقلاله وسلامته الإقليمية، وإذ يثني على مجلس التعاون الخليجي لمشاركته في مساعدة عملية الانتقال السياسي في اليمن،
وإذ يرحب بنتائج مؤتمر الحوار الوطني الشامل، التي وقعتها الأحزاب السياسية كافة، وهو المؤتمر الذي تعتبر قراراته بمثابة خارطة طريق من أجل عملية انتقال ديمقراطي مستمرة بقيادة يمنية تقوم على الالتزام بالديمقراطية والحكم الرشيد وسيادة القانون والمصالحة الوطنية واحترام حقوق الإنسان والحريات الأساسية لأفراد الشعب اليمني قاطبة،
وإذ يشيد بمن يسَّروا سبل التوصل إلى نتائج مؤتمر الحوار الوطني الشامل من خلال مشاركتهم البناءة، ولا سيما قيادة الرئيس عبد ربه منصور هادي،
وإذ يعرب عن قلقه من المصاعب السياسية والأمنية والاقتصادية والإنسانية المستمرة في اليمن، بما في ذلك أعمال العنف المستمرة،
وإذ يشير إلى إدراج تنظيم القاعدة في شبه الجزيرة العربية ومن يرتبط به من أفراد في قائمة الجزاءات المفروضة على تنظيم القاعدة التي وضعتها اللجنة المنشأة عملا بالقرارين 1267 (1999) و1989 (2011)، وإذ يشدد في هذا الصدد على ضرورة التنفيذ الصارم للتدابير الواردة في الفقرة 1 من القرار 2083 (2012) باعتباره ا أداة هامة في مكافحة الأنشطة الإرهابية في اليمن،
وإذ يدين جميع الأنشطة الإرهابية، والهجمات التي تستهدف المدنيين والبنى التحتية للنفط والغاز والكهرباء والسلطات الشرعية، بما فيها تلك التي تهدف إلى تقويض العملية السياسية في اليمن،
وإذ يدين كذلك الهجمات التي تستهدف المنشآت العسكرية والأمنية، ولا سيما الهجوم الذي شُن على وزارة الدفاع يوم 5 ديسمبر 2013 والهجوم الذي ُشُن على سجن وزارة الداخلية يوم 13 فبراير، وإذ يشدد على ضرورة أن تواصل الحكومة اليمنية إصلاحاتها للقوات المسلحة وفي قطاع الأمن بكفاءة،
وإذ يؤكد من جديد قراره 2133 (2014) ويهيب بجميع الدول الأعضاء إلى منع الإرهابيين من الاستفادة بشكل مباشر أو غير مباشر من مبالغ الفدية أو من التنازلات السياسية وتأمين الإفراج عن الرهائن بشكل آمن،
وإذ يلاحظ التحديات الاقتصادية والأمنية والاجتماعية الهائلة التي يواجهها اليمن، والتي جعلت الكثير من اليمنيين في أمّسّ الحاجة إلى المساعدة الإنسانية، وإذ يؤكد من جديد دعمه لما تقوم به الحكومة اليمنية ة في سبيل حفظ الأمن، وتعزيز التنمية الاجتماعية والاقتصادية والسياسية، وتقديم إصلاحات سياسية واقتصادية وأمنية، ويرحب بما يقوم المكتب التنفيذي لإطار المساءلة المتبادلة والبنك الدولي وصندوق النقد الدولي لدعم حكومة اليمن في تنفيذ الإصلاحات الاقتصادية،
وإذ يؤكد أن أفضل حل للوضع في اليمن هو عن طريق عملية انتقال سياسي سلمية وشاملة للجميع ومنظمة يتولى اليمن زمامها لتلبي مطالب الشعب اليمني وتطلعاته المشروعة لتغيير سلمي وإصلاح سياسي واقتصادي واجتماعي ذي مغزى، كما تنص عليه مبادرة مجلس التعاون الخليجي وآلية تنفيذها ونتائج مؤتمر الحوار الوطني الشامل، وإذ يرحب بجهود اليمن لتعزيز مشاركة المرأة في الحياة السياسية والعامة، بما في ذلك من خلال اتخاذ تدابير لضمان ترشح نسبة لا يقل عن 30 في المائه من النساء للانتخابات التشريعية الوطنية والمجالس المنتخبة،
وإذ يشير كذلك إلى قراراته 1612 (2005) و1882 (2009) و1998 (2011) و2068 (2012) بشأن الأطفال والنزاع المسلح، وقراراته 1325 (2000) و1820 (2008) و1888 (2009) و1889 (2009) و1960 (2010) و2106 (2013) و2122 (2013) بشأن المرأة والسلام والأمن،
وإذ يسلم بأن عملية الانتقال تتطلب طي صفحة رئاسة علي عبدالله صالح، وإذ يرحب بمشاركة وتعاون جميع الجهات المعنية في اليمن، بما فيها الجماعات التي لم تكن طرفا في مبادرة مجلس التعاون الخليجي وآلية تنفيذها،
وإذ يكرِّر تأكيد ضرورة إجراء تحقيقات شاملة ومستقلة ومحايدة ومستوفية للمعايير الدولية بخصوص ما ُزُعم وقوعه من أعمال انتهاك وامتهان لحقوق الإنسان بما يتماشى مع نتائج مؤتمر الحوار الوطني الشامل، ومبادرة دول مجلس التعاون الخليجي وآلية تنفيذها، وذلك لضمان المساءلة الكاملة،
وإذ يسلم بأهمية إصلاحات الحكم بالنسبة لعملية الانتقال السياسي في اليمن، وإذ يشير في هذا الصدد إلى المقترحات الواردة في تقرير الفريق العامل المعني بالحكم الرشيد التابع لمؤتمر الحوار الوطني، والتي تشمل ضمن أمور أخرى الشروط الأساسية الواجب على المرشحين استيفاؤها لتولي مناصب القيادة اليمنية والكشف عن أصولهم المالية،
وإذ يشير إلى قراره 2117 (2013) ويعرب عن بالغ القلق للتهديدات التي تطال السلم والأمن في اليمن نتيجة لنقل الأسلحة الصغيرة والأسلحة الخفيفة غير المشروع وتكديسها المخل بالاستقرار وإساءة استعمالها،
وإذ يشدد على ضرورة مواصلة إحراز التقدم في تنفيذ مبادرة مجلس التعاون الخليجي وآلية تنفيذها تجنبا ً لمزيد من التدهور في الأوضاع الإنسانية والأمنية في اليمن،
وإذ يلاحظ مع التقدير أعمال فريق الأمم المتحدة القطري ووكالات الأمم المتحدة في اليمن،
وإذ يرحب بالجهود التي بذلتها الأمانة العامة من أجل توسيع قائمة الخبراء العاملين لصالح فرع الأجهزة الفرعية التابعة لمجلس الأمن وتحسينها، مع مراعاة التوجيهات الواردة في مذكرة الرئيس (S/2006/997)،
وإذ يقرر أن الحالة في اليمن تشكل تهديدا ً للسلم والأمن الدوليين في المنطقة، وإذ يتصرف بموجب الفصل السابع من ميثاق الأمم المتحدة
1 – يؤكد من جديد الحاجة إلى تنفيذ عملية الانتقال السياسي بشكل كامل وفي الوقت المناسب في أعقاب مؤتمر الحوار الوطني الشامل، وذلك تمشيا مع مبادرة مجلس التعاون الخليجي وآلية تنفيذها، ووفقا للقرارين 2014 (2011) و2051 (2012)، وفي ما يتعلق بتطلعات الشعب اليمني؛

### تنفيذ عملية الانتقال السياسي
2 – يرحب بالتقدم المحرز مؤخرا ً في عملية الانتقال السياسي في اليمن ويعرب عن تأييده الشديد لاستكمال الخطوات التالية من عملية الانتقال، وذلك تمشيا مع آلية التنفيذ، بما في ذلك ما يلي:
(‌أ) صياغة دستور جديد في اليمن؛
(‌ب) وتنفيذ الإصلاح الانتخابي، بما يشمل صياغة واعتماد قانون انتخابي جديد يتفق مع الدستور الجديد؛
(‌ج) وإجراء استفتاء على مشروع الدستور، بما في ذلك التعريف به بالشكل المناسب؛
(‌د) وإصلاح بنية الدولة لإعداد اليمن للانتقال من دولة وحدوية إلى دولة اتحادية؛
(ه) وإجراء الانتخابات العامة في الوقت المناسب، على أن تنتهي بعدها ولاية الرئيس هادي الحالية عقب تنصيب الرئيس المنتخب بموجب الدستور الجديد.
3 – يشجع جميع الدوائر الانتخابية في البلاد، بما في ذلك حركات الشباب والجماعات النسائية في جميع المناطق في اليمن، على مواصلة مشاركتها النشطة والبناءة في عملية الانتقال السياسي ومواصلة روح التوافق في سبيل تنفيذ الخطوات اللاحقة في عملية الانتقال وتوصيات مؤتمر الحوار الوطني، ويهيب بحركة الحراك الجنوبي وحركة الحوثيين وغيرهما إلى المشاركة البناءة ونبذ اللجوء إلى العنف لتحقيق أهداف سياسية؛
4 – يرحب باعتزام الحكومة اليمنية استحداث قانون استعادة الأصول، ويدعم التعاون الدولي في هذا الشأن، بما في ذلك من خلال مبادرة دوفيل؛
5 – يعرب عن القلق إزاء استخدام وسائل الإعلام للتحريض على العنف وإحباط التطلعات المشروعة لشعب اليمن في التغيير السلمي؛
6 – يتطلع إلى الخطوات التي ستتخذها الحكومة اليمنية من أجل تنفيذ المرسوم الجمهوري رقم 140 لعام 2012، الذي ينص على إنشاء لجنة للتحقيق في مزاعم انتهاكات حقوق الإنسان التي حدثت في عام 2011، وينص على وجوب أن تكون التحقيقات شفافه ومستقلة وملتزمة بالمعايير الدولية، وفقا لقرار مجلس حقوق الإنسان 19/29، ويدعو الحكومة اليمنية إلى تهيئة إطار زمني في القريب العاجل للمبادرة بتعيين أعضاء تلك اللجنة؛
7 – يشير مع القلق إلى أن جميع الأطراف في الصراع المسلح لا يزالون يجندون الأطفال ويستخدمونهم بصورة غير قانونية في انتهاك للقانون الدولي المنطبق، ويدعو إلى مواصلة الجهود الوطنية من أجل إنهاء ومنع استخدام الأطفال وتجنيدهم، بسبل منها قيام الحكومة اليمنية بتوقيع وتنفيذ خطة العمل لوقف ومنع تجنيد الأطفال واستخدامهم في القوات الحكومية باليمن، تمشيا مع قرارات مجلس الأمن 1612 (2005) و1882 (2009) و1998 (2011)، ويحث الجماعات المسلحة على السماح لموظفي الأمم المتحدة بالوصول إلى الأراضي الواقعة تحت سيطرتها بأمان ودون عوائق لأغراض الرصد والإبلاغ؛
8 – يتطلع أيضا إلى التعجيل باعتماد قانون بشأن العدالة الانتقالية والمصالحة الوطنية يكون متوافقا مع واجبات اليمن وتعهداته الدولية وتَّتبع فيه أفضل الممارسات عند الاقتضاء، ويأخذ بعين الاعتبار في الوقت ذاته توصيات مؤتمر الحوار الوطني؛
9 – يهيب بجميع الأطراف أن تمتثل لالتزاماتها بموجب القانون ال دولي القانون الدولي، بما في ذلك القانون الإنساني الدولي والقانون الدولي لحقوق الإنسان المعمول بهما، حسب الاقتضاء؛

### تدابير أخرى
10 – يؤكد أن عملية الانتقال التي اتفق عليها الطرفان في مبادرة مجلس التعاون الخليجي واتفاق آلية تنفيذ عملية الانتقال لم تتحقق بعد بالكامل، ويهيب بجميع اليمنيين إلى احترام تنفيذ عملية الانتقال السياسي بشكل كامل والتمسك بقيم اتفاق آلية التنفيذ؛
11 – يقرر أن تجمِّد جميع الدول الأعضاء دون تأخير، لمدة سنة واحدة أولية ابتداء من تاريخ اتخاذ هذا القرار، جميع الأموال والأصول المالية والموارد الاقتصادية الأخرى الموجودة في أراضيها والتي تملكها أو تتحكم فيها، بصورة مباشرة أو غير مباشرة، الجهات من الأفراد أو الكيانات التي تعين أسماءها اللجنة المنشأة بموجب الفقرة 19 أدناه، أو الجهات من الأفراد أو الكيانات التي تعمل باسمها أو وفقاً لتوجيهاتها، أو الكيانات التي تملكها أو تتحكم فيها، ويقرر كذلك أن تكفل جميع الدول الأعضاء عدم إتاحة مواطنيها أو أي أفراد أو كيانات داخل أراضيها أي أموال أو أصول مالية أو موارد اقتصادية للجهات من الأفراد أو الكيانات التي تعينها اللجنة أو لفائدته؛
12 – يقرر ألا تسري التدابير المفروضة بموجب الفقرة 11 أعلاه على الأموال أو الأصول المالية أو الموارد الاقتصادية الأخرى التي تقرر الدول الأعضاء المعنية أنها:
(أ) ضرورية لتغطية النفقات الأساسية، بما في ذلك سداد المبالغ المتعلقة بالمواد الغذائية أو الإيجارات أو الرهون العقارية أو الأدوية والعلاج الطبي أو الضرائب أو أقساط التأمين ورسوم المرافق العامة أو حصراً لسداد أتعاب مهنية معقولة ورد مبالغ النفقات المترتبة على تقديم الخدمات القانونية وفقا للقوانين الوطنية، أو أداء رسوم أو تكاليف الخدمات اللازمة، وفقا للقوانين الوطنية، للعمليات الاعتيادية المتعلقة بحفظ أو تعهد الأموال والأصول المالية والموارد الاقتصادية الأخرى المجمدة، بعد إخطار الدولة المعنية اللجنة باعتزامها الإذن، عند الاقتضاء، باستخدام هذه الأموال أو الأصول المالية أو الموارد الاقتصادية الأخرى، ما لم تتخذ اللجنة قرارا ً بخلاف ذلك في غضون خمسة أيام عمل من تاريخ ذلك الإخطار؛
(ب) أو ضرورية لتغطية النفقات الاستثنائية، شريطة أن تكون الدولة العضو أو الدول الأعضاء المعنية قد أخطرت اللجنة بذلك وأن تكون اللجنة قد وافقت عليه؛
(ج) أو خاضعة لرهن أو حكم قضائي أو إداري أو تحكيمي، ويمكن في هذه الحالة استخدام الأموال والأصول المالية والموارد الاقتصادية الأخرى لف ك ذلك الرهن أو تنفيذ ذلك الحكم، شريطة أن يكون الرهن أو الحكم قد وقع قبل اتخاذ هذا القرار وألا يكون لفائدة أي شخص أو كيان محدد من قبل اللجنة وأن تكون الدولة العضو أو الدول الأعضاء المعنية قد أخطرت اللجنة بذلك؛
13 – يقرر أنه يجوز للدول السماح بأن تضاف إلى الحسابات المجمدة وفق الأحكام الفقرة 11 أعلاه الفوائد أو الأرباح الأخرى المستحقة على تلك الحسابات أو المبالغ المستحقة بموجب عقود أو اتفاقات أو التزامات نشأت في وقت سابق للتاريخ الذي أصبحت فيه تلك الحسابات خاضعة لأحكام هذا القرار، شريطة أن تظل هذه الفوائد والأرباح الأخرى والمبالغ خاضعة لهذه الأحكام ومجمدة.
14 – يقرر أن التدابير المذكورة في الفقرة 11 أعلاه لا تحول دون دفع شخص أوكيان محدد اسمه مبلغا مستحقا بموجب عقد أبرم قبل إدراج اسم ذلك الشخص أو الكيان في القائمة، شريطة أن تكون الدول المعنية قد قررت أن المبلغ لم يستلم بصفة مباشرة أو غير مباشرة من جانب شخص أو كيان محدد اسمه وفقا للفقرة 11 أعلاه، وبعد أن تخطر الدول المعنية اللجنة باعتزامها دفع تلك المبالغ أو استلامها أو الإذن، عند الاقتضاء، بوقف تجميد الأموال أو الأصول المالية أو الموارد الاقتصادية الأخرى لهذا الغرض قبل عشرة أيام عمل من تاريخ ذلك الإذن.

### حظر السفر
15 – يقرر أن يتخذ جميع الدول الأعضاء، لفترة أولية مدتها سنة واحدة اعتبارا من تاريخ اتخاذ هذا القرار، ما يلزم من تدابير لمنع دخول أراضيها من جانب الأفراد الذين تحددهم اللجنة المنشأة عملا بالفقرة 19 أدناه أو عبورهم منها، شريطة ألا يكون في هذه الفقرة ما يلزم أي دولة برفض دخول رعاياها إلى أراضيها.
16 – يقرر ألا تسري التدابير المفروضة بموجب الفقرة 15 أعلاه:
(‌أ) عندما تقرر اللجنة، على أساس كل حالة على حدة، أن هذا السفر له ما يبرره لأسباب إنسانية، بما في ذلك أداء الفرائض الدينية؛
(‌ب) عندما يكون الدخول أو العبور ضروريا للقيام بإجراءات قضائية؛
(‌ج) عندما ترى اللجنة، حسب كل حالة على حدة، أن تطبيق استثناء سيخدم أهداف تحقيق السلام والمصالحة الوطنية في اليمن؛
(‌د) عندما تقرر دولة، على أساس كل حالة على حدة، أن هذا الدخول أو العبور لازم لتعزيز السلام والاستقرار في اليمن، وتقوم الدول لاحقا بإخطار اللجنة في غضون ثمان وأربعين ساعة من تاريخ اتخاذ ذلك القرار؛

### معايير تحديد الجهات الخاضعة للجزاءات
17 – يقرر أن تنطبق أحكام الفقرتين 11 و15 على الأفراد أو الكيانات الذين تقرر اللجنة أنهم يشاركون في أعمال تهدد السلام أو الأمن أو الاستقرار في اليمن أو يقدمون الدعم لتلك الأعمال.
18 – يؤكد أن هذه الأعمال على النحو المبين في الفقرة 17 أعلاه قد تشمل على سبيل المثال لا الحصر ما يلي:
(‌أ) عرقلة أو تقويض نجاح عملية الانتقال السياسي، على النحو المبين في مبادرة مجلس التعاون الخليجي والاتفاق المتعلق بآلية التنفيذ؛ أو
(‌ب) إعاقة تنفيذ النتائج التي توصل إليها التقرير النهائي لمؤتمر الحوار الوطني الشامل عن طريق القيام بأعمال عنف، أو شن هجمات على الُبُنى التحتية؛ أو
(‌ج) التخطيط لأعمال تنتهك القانون الدولي لحقوق الإنسان أو القانون الإنساني الدولي، أو أعمال تشكل انتهاكات لحقوق الإنسان، أو توجيه تلك الأعمال أو ارتكابها في اليمن؛

### لجنة الجزاءات
19 – يقرر أن ينشئ، وفق اللمادة 28 من نظامه الداخلي المؤقت، لجنة تابعة لمجلس الأمن تضم جميع أعضاء المجلس (يشار إليها أدناه ”باللجنة“)، تضطلع بالمهام التالية:
(أ‌) رصد تنفيذ التدابير المفروضة في الفقرتين 11 و15 أعلاه بهدف تعزيز تنفيذ هذه التدابير من جانب الدول الأعضاء وتيسير ذلك التنفيذ وتحسينه؛
(ب‌) البحث عن المعلومات المتعلقة بالأشخاص والكيانات الذين قد يكونون بصدد القيام بالأعمال المبينة في الفقرتين 17 و18 أعلاه واستعراض تلك المعلومات؛
(ج) تحديد الأفراد والكيانات الذين سيخضعون للتدابير المفروضة في الفقرتين 11 و15 أعلاه؛
(د) وضع ما قد يلزم من مبادئ توجيهية لتيسير تنفيذ التدابير المفروضة أعلاه؛
(ه) تقديم تقرير إلى مجلس الأمن في غضون 60 يوما عن أعمالها وموافاته لاحقا بتقارير حسبما تراه اللجنة ضروريا؛
(‌و) التشجيع على إجراء حوار بين اللجنة والدول الأعضاء المهتمة، ولا سيما دول المنطقة، بوسائل تشمل دعوة ممثلي هذه الدول إلى الاجتماع باللجنة لمناقشة تنفيذ التدابير؛
(‌ز) التماس أي معلومات تراها مفيدة من جميع الدول بشأن الإجراءات التي اتخذتها هذه الدول من أجل تنفيذ التدابير المفروضة على نحو فعال؛
(‌ح) دراسة المعلومات المتعلقة بما يزعم ارتكابه من انتهاكات أو عدم امتثال للتدابير الواردة في الفقرتين 11 و15 واتخاذ الإجراءات الملائمة بشأنها؛
20 – يوعز إلى اللجنة بأن تتعاون مع لجان مجلس الأمن الأخرى المعنية بالجزاءات، ولا سيما اللجنة المنبثقة عن القرارين 1267 (1999) و1989 (2011) بشأن تنظيم القاعدة وما يرتبط به من أفراد وكيانات.

### الإبلاغ
21 – يطلب إلى الأمين العام أن يُنشئ لفترة أولية مدتها 13 شهرا، بالتشاور مع اللجنة، فريقا يضم أربعة خبراء على الأكثر (”فريق الخبراء“)، وأن يتخذ الترتيبات المالية والأمنية الضرورية لدعم أعمال هذا الفريق الذي يتصرف بتوجيه من اللجنة من أجل الاضطلاع بالمهام التالية:
(أ) مساعدة اللجنة في تنفيذ ولايتها على النحو المحدد في هذا القرار، بوسائل منها تزويد اللجنة في أي وقت بالمعلومات المهمة لتحديٍدٍ محتمل في مرحلة لاحقة للأفراد والكيانات الذين قد يكونون بصدد القيام بالأنشطة المبينة في الفقرتين 17 و18 أعلاه؛
(ب) جمع المعلومات التي ترد من الدول وهيئات الأمم المتحدة المعنية والمنظمات الإقليمية والأطراف المهتمة الأخرى بشأن تنفيذ التدابير المنصوص عليها في هذا القرار، وبخاصة حالات تقويض العملية السياسية، ودراسة تلك المعلومات وتحليلها؛
(‌ج) تزويد المجلس، بعد إجراء مناقشات مع اللجنة، بمعلومات مستكملة في موعد أقصاه 25 يونيو 2014، وبتقرير مؤقت بحلول 25 سبتمبر 2014، وبتقرير نهائي في موعد أقصاه 25 فبراير 2015؛
(‌د) مساعدة اللجنة على تنقيح واستكمال المعلومات المتعلقة بقائمة الأفراد الخاضعين للتدابير المفروضة عملا بالفقرتين 11 و15 من هذا القرار، بوسائل منها توفير المعلومات اللازمة لتحديد الهوية ومعلومات إضافية من أجل الموجزات السردية لأسباب الإدراج في القائمة التي تتاح للجمهور.
22 – يوعز إلى الفريق بأن يتعاون مع أفرقة الخبراء المعنية الأخرى التي أنشأها مجلس الأمن لتقديم الدعم لعمل لجان الجزاءات التابعة له، ولا سيما فريق الدعم التحليلي ورصد الجزاءات المنشأ بالقرار 1526 (2004).
23 – يحث جميع الأطراف وجميع الدول الأعضاء، فضلا عن المنظمات الدولية والإقليمية ودون الإقليمية، على أن تضمن التعاون مع فريق الخبراء، ويحث كذلك جميع الدول الأعضاء المعنية على ضمان سلامة أعضاء فريق الخبراء ووصولهم من دون عائق، ولا سيما إلى الأشخاص والوثائق والمواقع كي ينفذ فريق الخبراء ولايته.

### الالتزام بالاستعراض
24 – يؤكد أنه سيبقي الحالة في اليمن قيد الاستعراض المستمر وأنه سيكون على استعداد لاستعراض مدى ملاءمة التدابير الواردة في هذا القرار، بما في ذلك تعزيز أو تعديل أو تعليق أو رفع التدابير، حسبما تدعو إليه الحاجة في أي وقت في ضوء ما يقع من تطورات.

### الإصلاح الاقتصادي وتقديم المساعدة الإنمائية من أجل دعم عملية الانتقال
25 – يهيب بالجهات المانحة والمنظمات الإقليمية أن تدفع بالكامل التبرعات المعلنة في مؤتمر المانحين المعقود في الرياض في سبتمبر 2012 من أجل تمويل الأولويات المحددة في إطار المساءلة المتبادلة المتفق عليه في الرياض؛ ويشجع الجهات المانحة التي لم تدفع بعد تبرعاتها المعلنة على أن تعمل عن كثب مع المكتب التنفيذي من أجل تحديد المشاريع ذات الأولوية التي تحتاج للدعم، مع مراعاة الظروف الأمنية على أرض الواقع.
26 – يشدد على أهمية أن تتخذ حكومة الوحدة الوطنية إجراءات لتنفيذ الإصلاحات الملحة في مجال السياسات الواردة في إطار المساءلة المتبادلة؛ ويشجع الجهات المانحة على تقديم المساعدة التقنية اللازمة لتيسير المضي قدما بهذه الإصلاحات، بما في ذلك عن طريق المكتب التنفيذي.
27 – يعرب عن قلقه مما يُبلغ عنه من انتهاكات جسيمة لحقوق الإنسان وعنف ضد المدنيين في المحافظات الشمالية والجنوبية على حد سواء، بما يشمل محافظة الضالع، ويحث جميع الأطراف المعنية على وقف الصراعات والوفاء بما عليها من التزامات بموجب الأحكام المنطبقة من القانون الإنساني الدولي والقانون الدولي لحقوق الإنسان، ويشدد على ضرورة أن يتخذ الأطراف جميع التدابير اللازمة لتجنب سقوط ضحايا من المدنيين، ولاحترام السكان المدنيين وحمايتهم.
28 – يشجع المجتمع الدولي على مواصلة تقديم المساعدة الإنسانية إلى اليمن، ويدعو إلى توفير التمويل الكامل لخطة الاستجابة الاستراتيجية الخاصة باليمن لعام 2014، ويطلب في هذا الصدد إلى جميع الأطراف في اليمن تيسير وصول المساعدات الإنسانية على نحو آمن ودون عوائق من أجل ضمان إيصال المساعدة إلى جميع السكان الذين هم في حاجة إليها، ويهيب بجميع الأطراف اتخاذ الخطوات اللازمة لكفالة سلامة وأمن العاملين في مجال تقديم المساعدة الإنسانية وموظفي الأمم المتحدة والأفراد المرتبطين بها وما لديهم من أصول.
29 – يدين تزايد عدد الهجمات التي ينفذها أو يرعاها تنظيم القاعدة في شبه الجزيرة العربية، ويعرب عن عزمه على التصدي لهذا التهديد وفق الميثاق الأمم المتحدة والقانون الدولي، بما في ذلك ما ينطبق من أحكام القانون الدولي لحقوق الإنسان والقانون الدولي للاجئين والقانون الإنساني الدولي، وفي هذا الصدد عن طريق نظام الجزاءات المفروضة على تنظيم القاعدة الذي تديره اللجنة المنبثقة عن القرارين 1267 (1999) و1989 (2011) ويعيد تأكيد استعداده، في إطار النظام المذكور أعلاه، لفرض جزاءات على مزيد من الأفراد والجماعات والمؤسسات والكيانات الذين لم يقطعوا جميع صلاتهم بتنظيم القاعدة والجماعات المرتبطة به.
30 – يدعو إلى مواصلة الجهود الوطنية الرامية إلى التصدي للتهديد الذي تشكله الأسلحة برمتها، بما في ذلك الأسلحة المتفجرة والأسلحة الصغيرة والأسلحة الخفيفة، على الاستقرار والأمن في اليمن، وذلك بوسائل من جملتها كفالة إدارة مخزوناته من الأسلحة الصغيرة والأسلحة الخفيفة والأسلحة المتفجرة وتخزينها وتأمينها بطريقة مأمونة وفعالة وجمع و/أو تدمير المتفجرات من مخلفات الحرب والأسلحة والذخائر الفائضة أو المحجوزة أو غير الموسومة أو المملوكة على نحو غير مشروع، ويشدد كذلك على أهمية إدراج هذه العناصر في إصلاح قطاع الأمن.
31 – يعترف بالعقبات الاقتصادية والسياسية والأمنية الكبيرة التي تواجه اللاجئين والمشردين داخليا في اليمن الذين يرغبون في العودة إلى ديارهم بعد سنوات من الصراع، ويؤيد ويشجع الجهود التي تبذلها حكومة اليمن والمجتمع الدولي لتيسير عودتهم.

### مشاركة الأمم المتحدة
32 – يطلب إلى الأمين العام أن يواصل بذل مساعيه الحميدة، ويلاحظ مع التقدير العمل الذي يقوم به المستشار الخاص، جمال بنعمر ويشدد على أهمية التنسيق الوثيق مع الشركاء الدوليين، بما يشمل مجلس التعاون الخليجي، ومجموعة السفراء، والجهات الفاعلة الأخرى، بهدف الإسهام في نجاح عملية الانتقال، وفي هذا الصدد يطلب كذلك إلى الأمين العام أن يواصل تنسيق المساعدة المقدمة من المجتمع الدولي دعما لعملية الانتقال.
33 – يطلب إلى الأمين العام أن يواصل تقديم تقارير عن التطورات في اليمن، بما في ذلك عن تنفيذ نتائج مؤتمر الحوار الوطني الشامل، وذلك كل 60 يوما.
34 – يقرر أن يبقي المسألة قيد نظره الفعلي.